# Samia Akario
Samia Akario (tiếng Ả Rập: سامية أقريو) là một nữ diễn viên và đạo diễn người Ma-rốc sinh ra (28/5/1972) tại Chefchaouen, Maroc.

## Tiểu sử
Samia Akariou sinh năm 1972 tại thị trấn Chefchaouen, Morocco. Cô đã học và tốt nghiệp Học viện Nghệ thuật Sân khấu và Hoạt động Văn hóa (ISADAC) và Nhạc viện Quốc gia Paris.
Cô bắt đầu sự nghiệp của mình trong nhà hát bằng cách giới thiệu một số tác phẩm, sau đó là rạp chiếu phim trong bộ phim (Lalla Hobbi) Mohamed Abderrahman Tazi, người đã thực sự biết đến công chúng. Cô đã làm việc trong các bộ phim Thủ thuật phụ nữ Farida Belyazid, Những người bạn ngày hôm qua của Hassan Stewelloun và Ali, Rabiaa và những người khác... Ahmed Boulane.